# Olena Chomrova
Olena Chomrova (Mykolajiv, 16 mei 1987) is een Oekraïens schermster.
Chomrova werd in 2008 olympisch kampioen met het Oekraïens team individueel eindigde zij als achtste. Chomrova werd in 2009 wereldkampioen met het team.

## Resultaten

### Olympische Zomerspelen
| Jaar | Plaats | Resultaten          |
| ---- | ------ | ------------------- |
| 2008 | Peking | sabel team 8e sabel |

### Wereldkampioenschappen schermen
| Jaar | Plaats          | Resultaten         |
| ---- | --------------- | ------------------ |
| 2007 | Sint Petersburg | sabel team         |
| 2009 | Antalya         | sabel team         |
| 2010 | Parijs          | sabel team · sabel |
| 2011 | Catania         | sabel team         |
| 2012 | Kiev            | sabel team         |

2008: Chomrova, Charlan, Poendyk, Zjovnir ·
2016: Djatsjenko, Gavrilova, Jegorjan, Velikaja ·
2020: Nikitina, Pozdnjakova, Velikaja ·
2024: Bakastova, Charlan, Kravatska, Komasjtsjoek